# Pilomecyna griseolineata
Pilomecyna griseolineata är en skalbaggsart som beskrevs av Stefan von Breuning 1957. Pilomecyna griseolineata ingår i släktet Pilomecyna och familjen långhorningar.
Artens utbredningsområde är Madagaskar. Inga underarter finns listade i Catalogue of Life.